# Hólger Quiñónez
Hólger Abraham Quiñónez Caicedo (San Carlos, 18 agosto 1962) è un ex calciatore ecuadoriano, di ruolo difensore. Ha giocato per la nazionale di calcio ecuadoriana per 15 anni, totalizzando 50 presenze.

## Carriera

### Club
Dopo i primi 9 anni al Barcelona Sporting Club di Guayaquil, si trasferisce al Vasco da Gama, in Brasile, nel 1990, rimanendoci per una sola stagione. Nel 1991 passa al Club Sport Emelec, dove passa la stagione 1991. Trasferitosi al União Madeira, in Portogallo, vi gioca diciannove partite. Nel 1996 si trasferisce ai colombiani del Deportivo Pereira. Dal 1998 al 2000 ha giocato per il Barcelona Sporting Club, terminando la carriera nella squadra.

### Nazionale
Dal 1984 al 1999 ha fatto parte della nazionale di calcio ecuadoriana, giocandovi cinquanta partite, senza mai segnare, e partecipando a molte edizioni della Copa América.

## Palmarès

### Club

#### Competizioni nazionali
- Campionato ecuadoriano: 5

Barcelona SC: 1980, 1981, 1985, 1987, 1989

### Individuale
- Equipo Ideal de América: 1

1991